# Monumento conmemorativo de Vietnam de Queens
El Monumento conmemorativo de Vietnam de Queens (en inglés, Queens Vietnam Veterans Memorial) es un monumento en Elmhurst Park en Elmhurst, en el distrito de Queens en Nueva York (Estados Unidos). Fue construido en honor a los veteranos de la Guerra de Vietnam de 1955-1975. Fue diseñado por los arquitectos paisajistas Denise Mattes y Frank Varro, y fabricado por Sprung Monuments, Corinthian Cast Stone Inc. y Barre Granite Association Inc.
Ubicado en la esquina noreste de Elmhurst Park, se anunció en junio de 2017. Aunque la planificación y la recaudación de fondos comenzaron a mediados de la década de 2000, la construcción comenzó el 29 de noviembre de 2018, con 2,3 millones de dólares en fondos del Ayuntamiento de Queens. El monumento se dedicó el 20 de diciembre de 2019.

## Diseño
El monumento es un espacio elíptico ligeramente hundido enmarcado por dos paredes de granito Barre Grey. Una pared contiene los nombres de los 371 residentes de Queens que murieron en la Guerra de Vietnam, con sus edades al momento de su muerte. Debajo de los nombres hay una línea de tiempo de la guerra, que describe algunos de los principales eventos desde el 7 de mayo de 1954 hasta el 30 de abril de 1975. Luego hay una breve declaración en honor a los veteranos que han perdido la vida después de la guerra debido a cosas que van desde el TEPT hasta los efectos secundarios de la exposición al Agente Naranja. También honra a Pat Toro, un veterano que abogó por el monumento pero murió antes de su construcción.

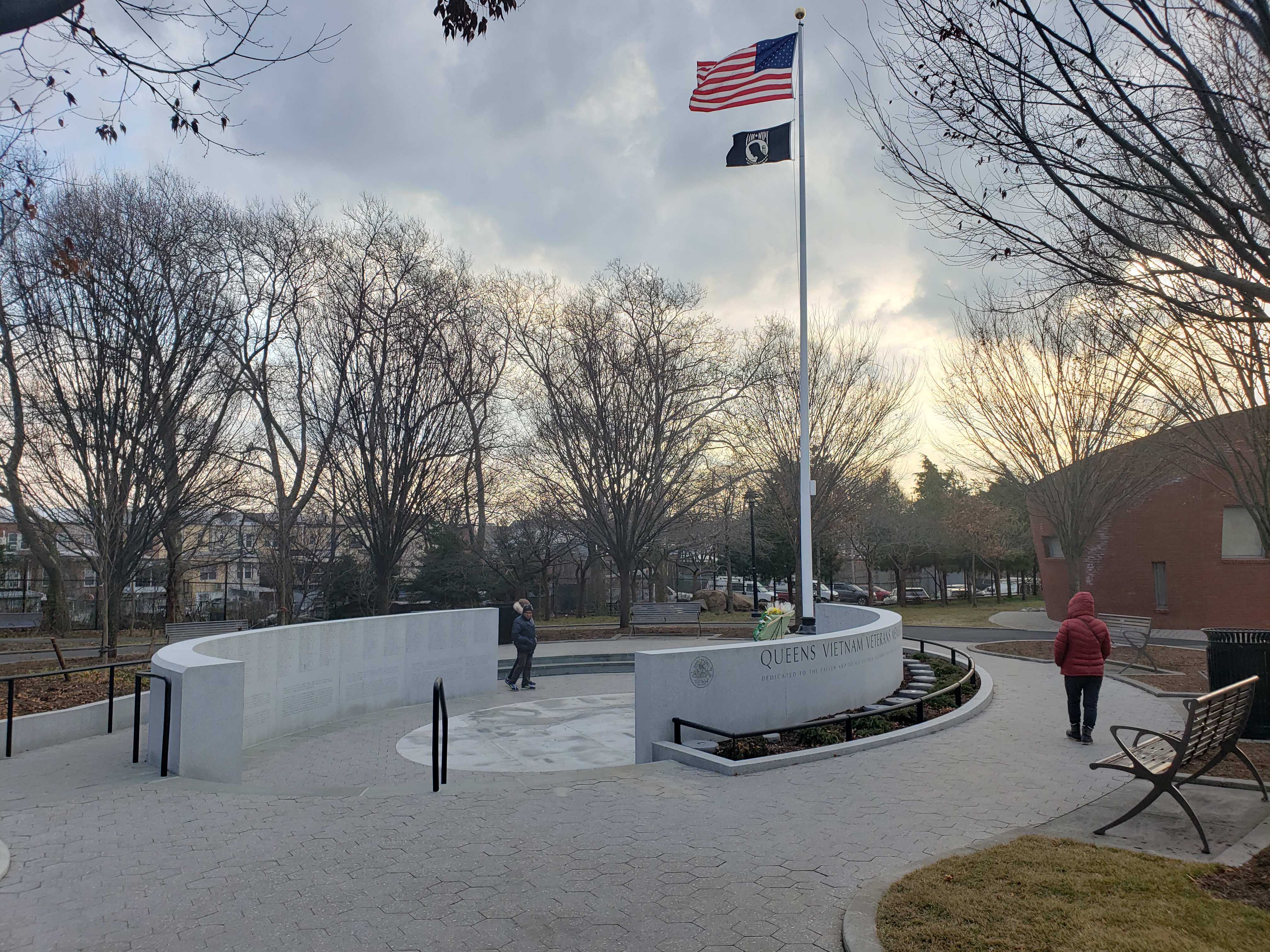
Vista del monumento desde la entrada a Elmhurst Park

La pared de granito opuesta tiene un dibujo de bambú grabado en su superficie, con un banco donde los visitantes pueden sentarse y ver los nombres y la historia. La cara exterior de la pared está grabada con el nombre del monumento, una dedicación a todos los veteranos de Vietnam, un grabado de la Medalla de Servicio de Vietnam y de las Marcas de Servicio para el Ejército, la Armada, el Cuerpo de Marines, la Fuerza Aérea y la Guardia Costera. Las caras del muro con el título y los nombres y la historia están iluminadas, al igual que un asta de bandera. En el centro del espacio elíptico hay un mapa de granito que muestra el área alrededor de Vietnam, con varios lugares mencionados en el texto histórico marcados también.
La costura vertical que atraviesa Vietnam en el mapa marca el gran círculo longitudinal sobre el que se encuentra el monumento. Las plantas alrededor del monumento se seleccionaron para brindar color durante todo el año, con un enfoque en el color del otoño de verde, amarillo y rojo, los colores de la cinta de la medalla del servicio de Vietnam, alrededor del Día de los Veteranos.

## Historia
El monumento fue donado por la presidenta del condado, Melinda Katz, después de obtener fondos. Ella, junto con el Departamento de Parques de la Ciudad de Nueva York, los veteranos de Queens, varios funcionarios electos y líderes comunitarios iniciaron la construcción. Fue el primer monumento en honor a todos los residentes de Queens que sirvieron en la guerra de Vietnam y murieron en acción o figuraron como "Desaparecidos en acción". En la ceremonia inaugural también estuvieron presentes los senadores estatales Joseph Addabbo, Jr. y Toby Ann Stavisky, los asambleístas Brian Barnwell y Michael DenDekker, el concejal de la ciudad Robert Holden y el senador estatal electo John Liu. El sitio se encuentra dentro de Elmhurst Park, que se inauguró en 2011.

## Vandalismo
El 2 de junio de 2021, el monumento fue vandalizado con un grafiti. Este incluía referencias blasfemias y una esvástica sobre un 110, presumiblemente para la Comisaría de Policía 110.